# La Foz
La Foz o La Foz de Morcín es una parroquia del concejo asturiano de Morcín, en España. De manera popular también se conoce por este topónimo al conjunto del Lugar de Arriba y el Lugar de Abajo.

## Parroquia eclesiástica
La correspondiente parroquia eclesiástica tiene su sede en el templo dedicado a san Antonio Abad. Se encuadra dentro de la zona de Morcín del arciprestazgo de El Caudal, de la vicaría de Oviedo-Centro en la archidiócesis de Oviedo.

## Geografía
El término parroquial tiene una extensión de 11,17 km² de los que 10,37 se encuentran a una altitud superior a 800 m y 10,95 tienen una pendiente superior al 20%. Linda por el norte con la parroquia morciniega de Santa Eulalia, al oeste con la de San Sebastián, al este con el concejo de Mieres y al sur con el de Riosa.
El río Riosa avena el término parroquial, con rumbo sur-norte. Procedente del concejo de Riosa, excavó el desfiladero de Entrefoces en un espolón del macizo del Monsacro. El desfiladero se encuentra entre el Lugar de Abajo, al sur, y La Puente.

## Demografía
En el año 2018 en el término parroquial estaban empadronadas 880 personas, repartidas en las siguientes entidades:

Parroquias del concejo de Morcín

| Topónimo (id. tradicional)       | Categoría histórica | Población empadronada (2018) | Viviendas (2001) | Altitud | Distancia a la capital |
| -------------------------------- | ------------------- | ---------------------------- | ---------------- | ------- | ---------------------- |
| La Collada (La Collá)            | aldea               | 26 hab.                      | 14               | 400 m   | 4,0 km                 |
| La Figar                         | casería             | 1 hab.                       | 2                | 420 m   | 4,0 km                 |
| Lugar de Abajo (Llugar de Baxo)  | lugar               | 311 hab.                     | 187              | 260 m   | 6,0 km                 |
| Lugar de Arriba (Llugar de Riba) | lugar               | 270 hab.                     | 140              | 320 m   | 7,2 km                 |
| Las Mazas (Les Maces)            | lugar               | 227 hab.                     | 173              | 280 m   | 4,2 km                 |
| Otura                            | aldea               | 9 hab.                       | 4                | 540 m   | 9,0 km                 |
| Panizales                        | casería             | 5 hab.                       | 2                | 270 m   | 5,0 km                 |
| Porrimán                         | aldea               | 1 hab.                       | 2                | 400 m   | 4,0 km                 |
| El Pradiquín (El Praiquín)       | aldea               | 4 hab.                       | 1                | 320 m   | 5,0 km                 |
| La Puente                        | aldea               | 13 hab.                      | 8                | 240 m   | 5,0 km                 |
| Los Llanos (Los Yanos)           | aldea               | 11 hab.                      | 6                | 580 m   | 10,0 km                |
| Comuñes                          | caserío             | 0 hab.                       | 0                | 540 m   | 9,0 km                 |
| Los Turulledos (Los Turulleos)   | caserío             | 2 hab.                       | 0                | 400 m   | 3,8 km                 |

|         |
| Fuente: |

## Patrimonio
Según el catálogo urbanístico de Morcín, se encuentran dentro del término parroquial los siguientes elementos:
- bienes inmuebles de interés histórico-artístico:
  - la iglesia parroquial de San Antonio Abad,
  - la capilla de San José, en La Puente, y
  - una casa semiurbana, en la misma localidad;
- patrimonio histórico-industrial:
  - el pozo Monsacro de HUNOSA,
  - la locomotora Figaredo, en dicho pozo, y
  - el economato.
- patrimonio etnográfico:
  - un hórreo, en La Puente,
  - y una casa tradicional.
- elementos de interés arqueológico:
  - en Lugar de Arriba, el abrigo y el castillo de Entrefoces y los petroglifos y el túmulo de La Forcá;
  - en Lugar de Abajo, la ermita de Santa Bárbara, los túmulos de Yofrén y Campabraña y la cueva Cimera;
  - en El Pradiquín, la cueva de la Cualladrona, y
  - en La Puente, la cueva de los Moros.

### Pozo Monsacro

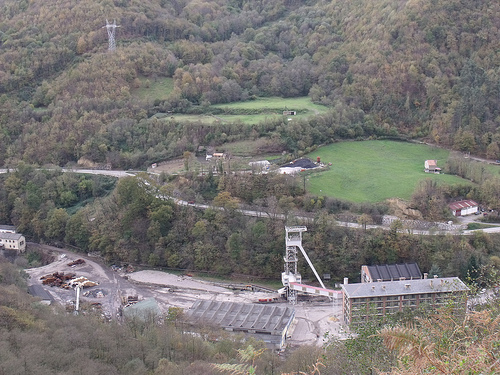

El pozo Monsacro es una explotación subterránea de hulla perteneciente a Hunosa sin actividad extractiva desde el 2015. El pozo supuso la profundización por debajo del nivel del valle de las explotaciones de montaña iniciadas en la zona en la década de 1840. En 1846 la fábrica de armas de Trubia, bajo la dirección de Antonio de Elorza comienza la explotación de hulla para sus altos hornos. Tras ella se sucedieron Minas de Riosa (1899-1905), la Compagnie des Houillères de Ujo–Mieres (1905-1914) y Hulleras de Riosa, a partir de 1914. Será esta última la que profundice el pozo tras su adquisición por el INI en 1952. Con esta compra, el grupo industrial público intentaba asegurar el suministro de hulla coquizable para la empresa nacional siderúrgica Ensidesa, creada en 1950, en Avilés. En 1957 las instalaciones mineras y el resto del patrimonio de Hulleras de Riosa pasó a Ensidesa y desapareció la empresa minera. El pozo comenzó su actividad productiva a finales de 1959.
Entre 1969 y 1971, el pozo e instalaciones auxiliares se integraron en Hunosa, lo que constituyó un caso atípico pues ya era una explotación pública. Tras su integración forma junto a las explotaciones de Nicolasa y Olloniego el grupo San Nicolás. Posteriormente fue conectado con el pozo Nicolasa para extraer la producción a través del mismo.

### Locomotora Figaredo
La locomotora de vapor Figaredo es una máquina construida en 1914 por la empresa germana Krauss & Co. para la empresa Hulleras de Riosa. De rodaje 020WT y ancho de vía de 600 mm, fue la cuarta y última de las locomotoras adquiridas para el servicio en la línea que conectaba La Foz de Morcín con La Pereda (Mieres) en ese ancho.
Prestó servicio en el tramo del nivel 456, entre los parajes denominados La Pudinga (lado de La Foz de Morcín) y el de Ana María (La Pereda). A este tronco llegaban varios ramales procedentes de diversas minas. Además contaba con doble vía en La Esperanza para el cruce de trenes y atravesaba un túnel de 600 m. El gálibo de este túnel condicionó las dimensiones de la locomotora en su encargo a la empresa fabricante.
La locomotora fue bautizada con el nombre de Figaredo en honor al socio de Hulleras de Riosa Inocencio Fernández Martínez.